# Меліноя (Hades)
Меліноя (англ. Melinoë) — персонажка серії рольових відеоігор жанру roguelike Hades, а конкретно Hades II 2024 року, головна героїня гри, сестра Загрея та дочка його супротивника Аїда. Вона — відьма, що вміє використовувати у бою як магічні здібності, так і звичайну зброю, а також має завдання врятувати свого батька, убивши титана Кроноса. Образ персонажки заснований на мітологічній постаті з тим самим ім'ям. Меліною шанувальники гри сприйняли загалом добре.

## Зовнішність
Так само як із Загреєм, Меліноя має гетерохромію: ліве око зелене, як у її матері, а праве — червоне, як у її батька. Її ліва рука світиться надприродним зеленим сяйвом, дозволяючи гравцям побачити скелет усередині неї. Цю руку вона втратила внаслідок нещасного випадку, коли вона намагалася допомогти своєму приятелеві Ікару. У Меліної русяве волосся, а зачіска коротка. У неї бліда шкіра, але ноги світяться теплим кольором.
Меліноя прикрашає голову лавровим вінком, який світиться, немов вугілля, коли він на її голові. Чубчик, що розділяє її по центру, є півмісяцем, спрямованим догори. Вона одягнена в коротку сукню шафранового кольору, застебнуту на шиї, а її кінцівки прикрашені металевими прикрасами, в тому числі місячними фігурами на правій нозі. На лівій нозі Меліноя носить плетений шнур помаранчевого, зеленого, синього і чорного кольорів, як у членів організації «Срібні сестри», до якої вона й належить.

## Появи

### Hades II
Меліноя — принцеса Підземного світу, дочка Аїда та Персфони, молодша сестра Загрея та головна протагоністка Hades II. Вона є хтонічною німфою, пов'язаною з привидами та нічними жахіттями. До подій Hades II родина Меліної щасливо жила у Підземному світі, аж раптом титан Кронос вирвався зі своєї в'язниці у Тартарі та захопив владу у Підземному світі. За наказом батька Геката забрала Меліною й навчила її бути вбивцею титанів. Відтепер дівчина має повернутися до Потойбіччя та вступити у бій із титаном.

## Сприйняття
Меліноя отримала загалом позитивну реакцію. Письменник Кадзума Хашімото знайшов її цікавою, особливо її стосунки з Немезидою, які він вважав цікавими через напругу між ними. Інший автор Брент Кепп погодився з ним, а також розповів, наскільки він був занурений в історію Меліної, бажаючи допомогти їй врятувати свою сім'ю. Взаємини між Меліноєю та Гекатою були особливим моментом для письменника Кайла Орланда, особливо те, як Геката випробовує Меліною на міцність, виконуючи роль першого боса в грі. Автори журналу «Rolling Stone» Крістофер Круз і Нікі МакКанн Рамірес протиставили її героїню Загрею, описавши його як спортсмена, тоді як Меліноя була «набагато більш старанною, невблаганно дисциплінованою і переповненою власним шармом». Письменник «Destructoid» Ґевін Віхманн вважав, що стиль бою Меліної, який, на його думку, був більш універсальним, ніж у Загрея в попередній грі, виразно відображав характер Меліної. Він відчув, що її передісторія тренувань для перемоги над Кроносом відображається в тому, як певні рухи, такі як її закляття, можуть бути використані в тактичних цілях, наприклад, для утримання ворогів на одному місці. Віхманн також вважав, що Меліноя відрізняється від Загрея в декількох аспектах, а саме: вона зібраніша, розважливіша та обережніша. Автор «Game Rant» Джош Коттс думає, що її відмінності від Загрея допомогли Hades II уникнути тіні свого попередника, відзначаючи, що її щирість і серйозність допомагають зробити її унікальною.
Її міфологічні зв'язки обговорювалися критиками, а письменник Стефано Кастаньйола  з італійського «IGN» перед виходом Hades II заявив, що вони повинні взяти на себе творчу свободу, щоб пом'якшити аспект міфологічної Меліної, яка мучить смертних. Науковий оглядач «ZME» Андрій Міхай обговорив подібності та відмінності між Меліноєю в Hades II та міфологічним персонажем. Він відзначив певні вільності у зображенні, стверджуючи, що питання про те, чи була міфологічна постать окремою богинею, є спірним, так само як і про те, чи була вона дочкою Зевса або Аїда. Авторка Mary Sue Ванесса Есґерра також обговорила аспект історії Зевса та Аїда в міфологічній постаті, високо оцінивши те, що вони вирішили не зображати цей аспект, а дозволити собі вільнодумство.